# خورخي بالما
خورخي بالما (بالبرتغالية: Jorge Palma‏) هو عازف بيانو ومغن مؤلف ومغني برتغالي، ولد في 4 يونيو 1950 في لشبونة في البرتغال.

## وصلات خارجية
- خورخي بالما على موقع IMDb (الإنجليزية)
- خورخي بالما على موقع ميوزك برينز (الإنجليزية)
- خورخي بالما على موقع ديسكوغز (الإنجليزية)
- خورخي بالما على موقع قاعدة بيانات الفيلم (الإنجليزية)